# 인공지능 군비 경쟁
인공지능 군비 경쟁은 둘 이상의 국가가 첨단 AI 기술과 치명적 자율 무기 시스템(LAWS)을 개발하고 배치하기 위해 벌이는 경제적, 군사적 경쟁이다. 목표는 핵이나 재래식 군사 기술과 관련된 이전 군비 경쟁과 유사하게 경쟁자보다 전략적 또는 전술적 우위를 확보하는 것이다. 2010년대 중반부터 많은 분석가들은 지정학적 및 군사적 긴장 증가에 힘입어 초강대국 간에 더 나은 AI 기술과 군사 AI를 확보하기 위한 이러한 군비 경쟁이 나타나고 있다고 지적했다.
AI 군비 경쟁은 때때로 미국과 중화인민공화국 간의 AI 냉전의 맥락에서 논의되기도 한다. 여러 영향력 있는 인물과 언론은 AGI를 먼저 개발하는 쪽이 21세기 세계 정세를 지배할 수 있다고 강조했다. 블라디미르 푸틴 러시아 대통령은 AI 분야의 선두 주자가 "세계를 지배할 것"이라고 유명하게 말한 바 있다. 레오폴트 아셴브렌너와 같은 연구자부터 로페어(Lawfare) 및 포린 폴리시(Foreign Policy)와 같은 기관에 이르기까지 전문가와 분석가들은 미국과 중국 같은 강대국 간의 AGI 경쟁이 지정학적 세력을 재편할 수 있다고 경고한다. 여기에는 감시용 AI, 자율 무기, 의사결정 시스템, 사이버 작전 등이 포함된다.

## 용어
치명적 자율 무기 시스템은 인간의 개입 없이 인공지능을 사용하여 인간 목표를 식별하고 살해한다. LAWS는 구어적으로 "살상 로봇" 또는 "킬러 로봇"으로 불린다. 광범위하게는 우월한 AI를 얻기 위한 모든 경쟁이 때때로 "군비 경쟁"으로 묘사된다. 군사 AI의 이점은 다른 분야의 이점과 중복되는데, 이는 역사를 통틀어 이전의 군비 경쟁처럼 국가들이 경제적 및 군사적 이점을 모두 추구하기 때문이다.

## 역사
| 국가           | 2012년 | 2017년 |
| -------------- | ------ | ------ |
| 미국           | 41     | 34     |
| 중화인민공화국 | 10     | 23     |
| 영국           | 5      | 13     |

2014년, AI 전문가 스티브 오모훈드로는 "자율 무기 군비 경쟁은 이미 진행 중"이라고 경고했다. 지멘스에 따르면, 전 세계 로봇 공학 군사 지출은 2010년에 51억 달러였고 2015년에는 75억 달러였다.
중화인민공화국은 2010년대에 인공지능 연구의 선두 주자가 되었다. 파이낸셜 타임스에 따르면, 2016년에 중화인민공화국은 유럽 연합 전체보다 더 많은 AI 연구 논문을 처음으로 발표했다. 인용된 논문 중 상위 5%에 해당하는 AI 논문의 수로 제한하면 중화인민공화국은 2016년에 미국을 추월했지만 유럽 연합에는 뒤처졌다. 2017년 미국 인공지능 학회 (AAAI) 컨퍼런스에서 발표한 연구자 중 23%가 중국인이었다. 전 알파벳 회장 겸 최고경영자였던 에릭 슈밋은 중화인민공화국이 2025년까지 AI 분야에서 선두 국가가 될 것이라고 예측했다.

## 위험
한 가지 위험은 군비 경쟁 자체가 어느 한 집단이 승리하는지 여부에 관계없이 발생한다. 개발 팀이 시스템의 안전과 관련하여 편법을 사용할 강한 유인이 있어, 치명적인 실패와 의도치 않은 결과의 위험을 증가시킨다. 이는 부분적으로 첨단 AI 기술을 가장 먼저 개발하는 것의 이점 때문이다. 한 팀이 돌파구에 가까워 보이면 다른 팀들도 지름길을 택하고 예방 조치를 무시하며 덜 준비된 시스템을 배포하도록 부추길 수 있다. 일부는 이러한 맥락에서 "경쟁"이라는 용어 자체를 사용하는 것이 이러한 효과를 악화시킬 수 있다고 주장한다.
AI 군비 경쟁의 또 다른 잠재적 위험은 AI 시스템에 대한 통제권을 잃을 가능성이다. 인공 일반 지능을 향한 경쟁의 경우 위험은 더욱 커지며, 이는 실존적 위험을 초래할 수 있다. 2023년, 미국 공군 관계자는 컴퓨터 테스트 중에 시뮬레이션된 AI 드론이 조작하는 인간 캐릭터를 살해했다고 보도되었다. USAF는 나중에 해당 관계자가 잘못 말했으며 그러한 시뮬레이션은 전혀 수행하지 않았다고 밝혔다.
AI 군비 경쟁의 세 번째 위험은 경쟁이 실제로 한 집단에 의해 승리하는지 여부이다. 이는 권력과 기술적 우위가 한 집단에 집중되는 것에 대한 우려이다. 미국 정부 보고서는 "AI 기반 능력은 중요 인프라를 위협하고, 허위 정보 캠페인을 증폭하며, 전쟁을 일으키는 데 사용될 수 있다":1, "글로벌 안정성과 핵 억지가 약화될 수 있다"고 주장했다.:11

## 국가별

### 미국
2014년, 전 국방부 장관 척 헤이글은 인공지능의 급속한 발전이 차세대 전쟁을 정의할 것이라는 "제3차 오프셋 전략"을 제시했다. 데이터 과학 및 분석 회사 고비니(Govini)에 따르면, 미국 국방부(DoD)의 인공지능, 빅 데이터 및 클라우드 컴퓨팅 투자는 2011년 56억 달러에서 2016년 74억 달러로 증가했다. 그러나 민간 NSF의 AI 예산은 2017년에 증가하지 않았다. 재팬 타임스는 2018년에 미국 민간 투자가 연간 약 700억 달러에 달한다고 보도했다. 2019년 11월에 발표된 미국 국립인공지능안보위원회의 '잠정 보고서'는 AI가 미국 기술 군사 우위에 결정적이라는 점을 확인했다.
미국은 씨헌터 자율 전투함과 같은 많은 군사 AI 전투 프로그램을 보유하고 있다. 씨헌터는 단 한 명의 승무원도 없이 장기간 해상에서 운항하고, 항구 안팎으로 스스로를 인도하도록 설계되었다. 2017년부터 임시 미국 국방부 지침은 자율 무기 시스템이 인명 살상을 할 때 인간 조작자가 항상 개입하도록 요구한다. 2019년 10월 31일, 미국 국방부 국방혁신위원회는 국방부가 AI를 윤리적으로 사용할 원칙을 권고하는 보고서 초안을 발표했다. 이 보고서는 인간 조작자가 항상 '블랙박스'를 들여다보고 킬 체인 프로세스를 이해할 수 있도록 보장해야 한다고 명시했다. 그러나 주요 우려 사항은 보고서가 어떻게 구현될 것인가 하는 점이다.
합동 인공지능 센터(JAIC)("제이크"로 발음)는 AI(특히 에지 컴퓨팅), 네트워크 간의 네트워크, AI 강화 통신을 실제 전투에 활용하는 것을 탐구하는 미국 기관이다. 이는 미군의 하위 부서이며 2018년 6월에 설립되었다. 이 조직의 명시된 목표는 "미국 국방부의 임무 영향력을 대규모로 달성하기 위해 AI의 전달 및 채택을 가속화하여 DoD를 혁신하는 것"이다. 목표는 "AI를 사용하여 여러 전투 시스템에 걸쳐 있는 크고 복잡한 문제 세트를 해결하고, 전투 시스템과 구성 요소가 지속적으로 개선되는 데이터 세트 및 도구 라이브러리에 실시간으로 액세스할 수 있도록 보장하는 것"이다.
2023년, 마이크로소프트는 국방부에 DALL-E 모델을 사용하여 전장 관리 시스템을 훈련할 것을 제안했다. DALL-E의 개발사인 오픈AI는 2024년 1월에 사용 정책에서 군사 및 전쟁 사용에 대한 전면적인 금지를 삭제했다. 조 바이든 행정부는 중화인민공화국의 인공지능 및 고성능 컴퓨팅 발전을 제한하기 위해 첨단 엔비디아 칩 및 GPU의 대중국 수출에 제한을 가했다. 이 정책은 첨단 미국 기술이 군사 또는 감시 애플리케이션에 사용되는 것을 방지하고 글로벌 AI 경쟁에서 전략적 우위를 유지하는 것을 목표로 했다.
2025년, 트럼프 2기 행정부 하에서 미국은 핵에너지, 인프라, 고성능 컴퓨팅을 포함한 인공지능에 중요한 분야의 성장을 가속화하기 위한 광범위한 규제 완화 캠페인을 시작했다. 목표는 규제 장벽을 제거하고 민간 투자를 유치하여 국내 AI 역량을 강화하는 것이었다. 여기에는 데이터 사용 제한 완화, AI 관련 인프라 프로젝트 승인 가속화, 클라우드 컴퓨팅 및 반도체 혁신 장려 등이 포함되었다. 엔비디아, 오라클, 시스코와 같은 기업들은 AI 연구, 데이터 센터 용량, 파트너십을 확장하여 미국을 AI 개발 분야의 글로벌 리더로 자리매김하는 데 중심적인 역할을 했다.

#### 프로젝트 메이븐
프로젝트 메이븐은 드론 영상에서 사람과 사물을 구별하기 위해 머신러닝 및 엔지니어링 재능을 사용하는 펜타곤 프로젝트로, 정부에 실시간 전장 지휘 통제 기능과 인간 개입 없이 목표물을 추적, 태그 지정 및 감시할 수 있는 능력을 제공하는 것으로 보인다. 처음에는 이 프로젝트가 신흥 기술의 중국 군사적 사용에 대해 우려했던 로버트 O. 워크가 이끌었다. 보도에 따르면 펜타곤의 개발은 자체 지정된 목표물을 발포할 수 있는 AI 무기 시스템의 역할까지는 미치지 못한다. 이 프로젝트는 2017년 4월 26일 미국 국방부 차관의 메모를 통해 설립되었다. 또한 알고리즘 전쟁 교차 기능 팀으로도 알려져 있으며, 2017년 11월 미국 공군 잭 섀너핸 중장에 따르면 "나머지 [국방부] 전체에 걸쳐 인공지능의 불꽃을 지피는 선구적인 프로젝트로 설계되었다". 책임자인 미국 해병대 드루 쿠커 대령은 "사람과 컴퓨터는 무기 시스템이 물체를 감지하는 능력을 향상시키기 위해 공생적으로 작동할 것"이라고 말했다. 프로젝트 메이븐은 오스트레일리아의 이안 랭포드와 같은 동맹국들에게 UAV와 위성의 센서에서 데이터를 수집하여 적을 식별할 수 있는 능력으로 주목받았다. 2017년 7월 열린 제2회 디펜스 원 기술 서밋에서 쿠커는 "의도적인 워크플로 프로세스"에 대한 투자가 국방부가 "다음 36개월 동안" "신속 조달 권한"을 통해 자금을 지원했다고 말했다.

#### 프로젝트 아르테미스
미국 국방부는 우크라이나와 "프로젝트 아르테미스"를 통해 전자전에 견딜 수 있는 첨단 드론을 개발하기 위해 협력하고 있으며, 우크라이나의 단순성과 적응성을 미국의 정밀성과 결합하고 있다. 러시아-우크라이나 전쟁으로 인해 우크라이나는 드론 생산 및 전쟁 분야에서 선두 주자로 부상했으며, 전통적인 접근 방식에 도전하는 비용 효율적인 시스템을 만들고 있다. 튀르키예, 중화인민공화국, 이란과 같은 국가들도 저렴한 드론을 생산하여 미국의 독점권을 줄이고 전쟁의 역학을 재편하고 있다. 미국의 노력은 군사적 우위를 유지하기 위해 AI, 드론 무리 기술 및 하이브리드 드론 시스템을 통합하는 데 중점을 두고 있다. 드론 기술의 민주화는 자율 의사 결정, 드론 방어 및 이중 사용 문제와 같은 윤리적 및 보안 규범에 도전하는 문제를 제기한다.

#### 스타게이트 프로젝트
스타게이트 프로젝트는 오픈AI CEO 샘 올트먼, 미국 도널드 트럼프 대통령, 오라클, MGX, 소프트뱅크 그룹, 기타 파트너가 2025년에 발표한 합작 투자이다. 이 이니셔티브는 2029년까지 5천억 달러를 투자하여 미국에 대규모 인공지능(AI) 인프라를 개발하는 것을 목표로 한다. 이 프로젝트는 첨단 데이터 센터, 맞춤형 AI 하드웨어 및 지속 가능한 에너지 시스템을 구축하는 데 중점을 두면서 연구, 인력 개발 및 국가 AI 경쟁력도 지원한다. 이는 미국을 AI 기술의 글로벌 리더로 자리매김하기 위한 노력으로 간주된다. 이 프로그램은 대규모라는 점에서 맨해튼 계획에 비유되기도 한다.

### 중화인민공화국
중화인민공화국은 세계적인 기술 패권을 위한 AI 분야에서 군민 융합이라는 전략적 정책을 추진하고 있다. 신미국안보센터(Center for a New American Security)의 그레고리 C. 앨런이 2019년 2월에 발표한 보고서에 따르면, 중화인민공화국의 지도부는 시진핑 총서기를 포함하여 AI 기술 분야에서 선두에 서는 것이 미래의 글로벌 군사 및 경제력 경쟁에 결정적이라고 믿고 있다. 중화인민공화국 군 관계자들은 상업용 AI 기술을 통합하여 "중국군과 세계 첨단 강국 간의 격차를 좁히는 것"이 목표라고 말했다. 실리콘 밸리와 중화인민공화국 간의 긴밀한 유대 관계와 미국 연구 커뮤니티의 개방적인 특성으로 인해 서구의 가장 진보된 AI 기술이 중화인민공화국에 쉽게 제공되었다. 또한 중국 산업은 2015년 바이두가 중국어 음성 인식 능력 벤치마크를 통과하는 등 자체적으로 수많은 AI 성과를 거두었다. 2017년 현재, 베이징의 로드맵은 2030년까지 1,500억 달러 규모의 AI 산업을 만드는 것을 목표로 한다. 2013년 이전에는 중국의 국방 조달이 주로 소수의 대기업에 국한되었지만, 2017년 현재 중화인민공화국은 드론 및 인공지능과 같은 민감한 신기술을 종종 민간 스타트업으로부터 조달한다. 2021년 10월 안보신흥기술센터의 보고서는 "[중국군]의 AI 장비 공급업체 대부분은 국유 방위 기업이 아니라 2010년 이후 설립된 중국 민간 기술 기업"임을 밝혔다. 이 보고서는 중국의 AI 군사 지출이 매년 16억 달러를 초과한다고 추정했다. 재팬 타임스는 2018년에 중국의 AI 민간 투자가 연간 70억 달러 미만이라고 보도했다. 2017년 중국의 AI 스타트업은 전 세계 AI 스타트업 투자 총액의 거의 절반을 유치했다. 중국은 미국보다 거의 5배 많은 AI 특허를 출원했다.
중화인민공화국은 2016년 완전 자율 무기의 가능성에 대한 기존 국제법의 적절성에 의문을 제기하는 입장을 발표했으며, 이 문제를 제기한 유엔 안보리의 첫 상임 이사국이 되었다. 2018년, 중국 공산당 시진핑 총서기는 기초 AI 연구에서 더 큰 국제 협력을 촉구했다. 중국 관리들은 드론과 같은 AI가 특히 국제 규범이 없는 상황에서 우발적인 전쟁으로 이어질 수 있다고 우려를 표명했다. 2019년, 전 미국 국방부 장관 마크 에스퍼는 인간의 감독 없이 생명을 앗아갈 수 있는 드론을 판매하는 중화인민공화국을 비난했다.
중화인민공화국이 추구하는 "지능형 AI 전쟁"에 대한 집중은 자율 공격, 방어 및 인지 전쟁을 위해 모든 영역(육지, 해상, 공중, 우주 및 사이버)에 AI를 포괄적으로 통합하는 것을 시사한다. 지능형 전략은 네트워크 중심 작전에 초점을 맞춘 전통적인 전쟁과 다르며, 대신 AI를 의사 결정, 지휘 구조 및 자율 기능을 향상시키는 전력 증폭기로 본다. 전통적인 전쟁과 달리 지능화는 AI를 활용하여 인지적 우위를 창출하여 전장 정보를 더 잘 처리할 수 있도록 한다. AI 지원 지휘통제(C2) 시스템, 예측 분석 및 실시간 데이터 융합은 인간-AI 하이브리드 의사 결정을 가속화한다.
드론 무리, AI 기반 사이버 전쟁을 포함한 자율 시스템은 이 전략에서 중요한 역할을 한다.
중화인민공화국은 현재 전투 효율성을 높이기 위해 윙맨 드론, 로봇 지상군 및 최적화된 물류를 개발 중인 것으로 알려져 있다. 중국군(PLA)) 또한 AI 기반 심리 작전, 소셜 미디어 조작 및 예측 행동 분석을 사용하여 적에게 영향을 미치는 인지전과 AI가 해킹 능력, 자동화된 SIGINT(신호 정보) 및 적응형 전술을 향상시키는 동적 대응의 중요성을 강조한다. 그러나 이러한 초점에도 불구하고 일부 분석가들은 중화인민공화국이 군사 환경 내에서 AI 능력을 완전히 실현하는 데 어려움을 겪을 수 있다고 믿는다. "AI와 전쟁에 관한 수십 개의 중국어 저널 기사에 대한 포괄적인 검토 결과, 중국 국방 전문가들은 베이징이 군사 AI가 제공하는 이점을 활용하는 데 방해가 될 수 있는 몇 가지 기술적 문제에 직면하고 있다고 주장한다"

### 인도
국가 안보 및 국방을 위한 AI 전략적 구현 태스크 포스는 2018년 2월 국방부의 국방 생산국에 의해 설립되었다. 군의 AI 사용 준비 과정은 2019년 MoD에 의해 시작되었다. 인공지능 로봇 공학 센터는 정보 수집 및 분석 능력을 향상시키기 위한 AI 솔루션을 개발하도록 승인되었다. 2021년 인도 육군은 국가안보위원회의 지원을 받아 군사 통신 공학 대학에서 양자 연구실 및 인공지능 센터를 운영하기 시작했다. 로봇 공학 및 인공지능에 중점을 두고 국방연구개발기구와 인도 과학원은 공동 첨단 기술 프로그램-우수 센터를 설립했다. 2022년 인도 해군은 AI 핵심 그룹을 만들고 INS 발수라에 AI 및 빅 데이터 분석 우수 센터를 설립했다. 인도 육군은 인공지능 공격 드론 작전 프로젝트를 인큐베이팅했다. 2021년 다크신 샤크티 훈련 동안 인도 육군은 AI를 정보, 감시, 정찰 아키텍처에 통합했다.
2022년 인도 정부는 국방 인공지능 협의회와 국방 AI 프로젝트 기관을 설립했으며, 75개 국방 관련 AI 우선 프로젝트 목록을 발표했다. MoD는 2026년까지 역량 구축, 인프라 구축, 데이터 준비 및 AI 프로젝트 구현을 위해 매년 ₹1,000 크로르를 배정했다. 인도 육군, 인도 해군, 인도 공군은 AI 특정 애플리케이션 개발을 위해 매년 ₹100크로르를 따로 책정했다. 군은 이미 일부 AI 기반 프로젝트 및 장비를 배치하고 있다. 라조크리 공군 기지에는 2022년 디지털화, 자동화, 인공지능 및 애플리케이션 네트워킹 부대(UDAAN)의 일환으로 IAF 인공지능 우수 센터가 설립되었다. 기계화 보병 연대는 실질통제선 근처에서 공격 작전을 위해 로봇 무리 드론 시스템을 도입했다.
공격 작전을 위해 군은 AI 기반 UAV 및 드론 무리를 획득하기 시작했다. 바라트 일렉트로닉스는 전장 통신을 위한 AI 기반 오디오 전사 및 분석 소프트웨어를 개발했다. 운송 작전 중 AI를 사용하여 인도 육군 연구 개발 부서는 운전자 피로 모니터링 시스템 특허를 획득했다. 초기 투자로 인도군은 델리 정책 그룹에 따르면 AI에 연간 약 5천만 달러(4,720만 유로)를 투자하고 있다. 전방 초소의 고고도 물류를 위해 군사 로봇이 배치된다. 육군은 국방 AI 로드맵의 일환으로 자율 전투 차량, 로봇 감시 플랫폼 및 유인-무인 팀(MUM-T) 솔루션을 개발 중이다. MCTE는 전자정보기술부와 응용 마이크로파 전자 공학 연구 협회와 협력하여 AI 및 군용 칩셋을 연구하고 있다. AI 기반 우주 기반 감시의 3단계가 승인되었다.
DRDO 의장 겸 국방연구개발부 장관인 사미르 V. 카마트는 이 기관이 군사 시스템 및 하위 시스템 개발에서 AI의 잠재적 사용에 집중하기 시작했다고 말했다. 인도 정부는 2026년까지 민간 부문의 상당한 AI 인력과 이중 용도 기술을 국방에 활용할 계획이다. 자율 플랫폼, 향상된 감시, 예측 유지보수, 지능형 의사 결정 지원 시스템에 대한 연구를 수행하기 위해 인도 육군 AI 인큐베이션 센터가 설립되었다. 인도 해군은 AI 기능을 갖춘 INS 수라트를 출시했다.

### 러시아
빅토르 본다레프 러시아 공군 사령관은 2017년 2월 초 러시아가 비행 중 목표물을 바꿀 수 있는 AI 유도 미사일을 개발 중이었다고 밝혔다. 러시아 군산위원회는 2030년까지 러시아 전투력의 30%를 원격 제어 및 AI 기반 로봇 플랫폼에서 확보할 계획을 승인했다. 2017년 중반부터 러시아 국영 언론의 잠재적 군사 AI 사용에 대한 보도가 증가했다. 2017년 5월, 러시아 방위 산업체 크론슈타트 그룹의 CEO는 "자율적으로 임무를 수행하고, 작업 분담하며, 상호 작용하는 UAV 클러스터를 위한 완전히 자율적인 AI 운영 시스템이 이미 존재한다"며 "드론 무리가 언젠가 전장을 날아다니는 것이 불가피하다"고 말했다. 러시아는 기관총, 카메라, 그리고 제작자들이 인간의 개입 없이 자체적으로 목표 조준 판단을 내릴 수 있다고 주장하는 AI를 갖춘 칼라시니코프의 "신경망" 전투 모듈과 같은 여러 자율 및 반자율 전투 시스템을 시험 중이다.
2017년 9월, 블라디미르 푸틴 러시아 대통령은 러시아 16,000개 학교의 백만 명이 넘는 학생들에게 보낸 국가 지식의 날 연설에서 "인공지능은 러시아뿐만 아니라 모든 인류의 미래이다. ... 이 분야에서 리더가 되는 자가 세계의 지배자가 될 것"이라고 말했다. 푸틴은 또한 어떤 단일 행위자도 독점을 달성하는 것을 막는 것이 더 낫지만, 러시아가 AI 분야의 리더가 된다면 "원자력 및 핵 기술과 마찬가지로 세계 다른 지역과 기술을 공유할 것"이라고 말했다.
러시아는 군사 AI 개발에 전념하는 여러 조직을 설립하고 있다. 2018년 3월, 러시아 정부는 AI 및 빅 데이터 컨소시엄, 분석 알고리즘 및 프로그램 기금, 국가 지원 AI 훈련 및 교육 프로그램, 전용 AI 연구소, 국립 인공지능 센터 설립 등을 요구하는 10가지 AI 의제를 발표했다. 또한 러시아는 최근 DARPA와 거의 동등한 자율 및 로봇 공학 전담 국방 연구 기관인 첨단 연구 재단을 설립하고 "러시아 연방 군대의 로봇화"에 대한 연례 회의를 시작했다.
러시아군은 자율 및 반자율 차량에 중점을 두고 여러 AI 응용 프로그램을 연구하고 있다. 2017년 11월 1일, 러시아 의회 상원 국방안보위원회 위원장인 빅토르 본다레프는 "인공지능은 전장에서 군인을, 항공기 조종석에서 조종사를 대체할 수 있을 것"이라고 말했으며 나중에 "차량이 인공지능을 갖게 될 날이 다가오고 있다"고 덧붙였다. 본다레프는 무인 러시아 지상 차량인 네레흐타의 성공적인 시험과 거의 동시에 이러한 발언을 했다. 네레흐타는 "기존 [유인] 전투 차량을 능가했다"고 보고되었다. 러시아는 네레흐타를 AI 연구 개발 플랫폼으로 사용할 계획이며 언젠가 전투, 정보 수집 또는 물류 역할에 이 시스템을 배치할 수 있다. 러시아는 또한 자율 목표 식별 및 잠재적으로 목표 교전이 가능한 무인 지상 차량용 전투 모듈을 구축했으며 AI 기반 자율 시스템 제품군을 개발할 계획이라고 보고되었다.
또한 러시아군은 AI를 무인 항공, 해상 및 수중 차량에 통합할 계획이며 현재 무리 능력(swarming capabilities)을 개발 중이다. 또한 적응형 주파수 호핑, 파형 및 대책을 포함한 원격 감지 및 전자전을 위한 AI의 혁신적인 사용을 탐구하고 있다. 러시아는 또한 국내 선전 및 감시, 그리고 미국 및 미국 동맹국을 대상으로 한 정보 작전을 위해 AI 기술을 광범위하게 사용했다.
러시아 정부는 치명적 자율 무기 시스템에 대한 어떠한 금지 조치도 강력히 거부하며, 그러한 국제적 금지 조치가 무시될 수 있다고 시사했다.
러시아의 우크라이나 침공과 그에 따른 러시아-우크라이나 전쟁은 양측 모두 AI를 광범위하게 사용했으며 드론 전쟁으로도 특징지어진다.
AI 기반 GPS 비허용 내비게이션 및 드론 무리 기술의 발전은 우크라이나의 작전 능력을 크게 향상시키고 있다. 여러 드론이 자율적으로 협력하고 의사 결정을 내리는 완전히 구현된 드론 무리는 아직 초기 실험 단계에 있지만 우크라이나는 실제 분쟁 상황에서 이러한 기술을 탐구하고 구현하고 있다. 우크라이나 국방정보국(DIU)은 러시아 영토 깊숙이 장거리 타격을 수행하기 위해 자율성의 일부 요소를 갖춘 드론을 활용하는 데 앞장서 왔다. 국내 드론 생산은 2024년에 약 200만 대의 드론이 생산되어 96.2%가 국내에서 제조되면서 크게 확대되었다.
AI는 인간의 개입을 대체하기보다는 주로 기존 능력을 증강시켜 수많은 군사 기능의 속도, 정확성 및 전반적인 효율성을 향상시키는 역할을 한다.
아마도 우크라이나가 AI를 가장 중요하게 사용한 방법은 정보, 감시 및 정찰(ISR) 능력에 있을 것이다. 우크라이나군은 팔란티어의 메타컨스텔레이션 소프트웨어를 사용하여 러시아군과 보급품의 움직임을 모니터링한다(국가 군사 및 상업 AI 사용 간의 경계가 모호해지는 것을 강조). 이 소프트웨어는 다양한 상업용 민간 위성 이미지 제공업체로부터 데이터를 집계한다. 우크라이나는 또한 드론 이미지, 위성 사진, 음향 신호 및 텍스트로부터 실시간 데이터를 집계하여 군 지휘관을 위한 작전 상황도를 구성하는 자체 델타 시스템을 사용한다. AI는 들어오는 위협, 잠재적 목표 및 자원 제약을 우선순위화하는 데 사용된다. 
AI는 또한 러시아 군인들의 도청된 통신을 처리하고, 이러한 도청된 통화에서 군사적으로 유용한 정보를 처리, 선택 및 출력하는 데 사용되고 있다.

### 이스라엘
이스라엘은 특히 가자 전쟁 중에 군사 응용 분야에 AI를 광범위하게 사용한다. 목표 식별에 사용되는 주요 AI 시스템은 가스펠(Gospel)과 라벤더(Lavender)이다. 8200 부대가 개발한 라벤더는 하마스와 팔레스타인 이슬람 지하드의 대부분 하위 등급 무장 세력 개인을 식별하고 데이터베이스를 생성하며, 90%의 정확도를 가지며 수만 명의 데이터베이스를 보유하고 있다. 가스펠은 개인보다는 건물과 구조물을 추천한다. 허용 가능한 부수적 피해와 목표를 제거하는 데 사용되는 무기 유형은 IDF 구성원이 결정하며, 무장 세력이 집에 있을 때도 추적할 수 있다.
이스라엘의 하피 대레이더 "파이어 앤 포겟" 드론은 지상군에 의해 발사되도록 설계되었으며, 사전 설정된 기준에 맞는 레이더를 찾아 파괴하기 위해 지역 위를 자율적으로 비행한다. 인공지능의 적용은 가르디움 MK III 및 이후 버전과 같은 무인 지상 시스템 및 로봇 차량에도 발전될 것으로 예상된다. 이러한 로봇 차량은 국경 방어에 사용된다.

### 영국
2015년 영국 정부는 치명적 자율 무기 금지에 반대하며 "국제 인도법이 이 분야에 충분한 규제를 이미 제공하고 있다"고 밝혔지만, 영국군이 사용하는 모든 무기는 "인간의 감독과 통제 하에" 있을 것이라고 말했다.

### 대한민국
2010년에 공개된 대한민국의 슈퍼 이지스 II 기관총은 대한민국과 중동 지역에서 사용되고 있다. 이 기관총은 4km 범위에서 움직이는 목표물을 식별, 추적, 파괴할 수 있다. 이 기술은 이론적으로 인간의 개입 없이 작동할 수 있지만, 실제로는 수동 입력이 필요하도록 안전 장치가 설치되어 있다. 한 대한민국 제조업체는 "우리 무기는 인간처럼 잠들지 않는다. 인간이 볼 수 없는 어둠 속에서도 볼 수 있다. 따라서 우리 기술은 인간 능력의 격차를 메운다"며 "우리 소프트웨어가 목표물이 아군, 적군, 민간인, 군인인지 식별할 수 있는 단계에 도달하기를 원한다"고 밝혔다.

### 사우디아라비아
사우디아라비아는 2020년대 초에 상대적으로 늦게 AI 경쟁에 뛰어들었다. 사우디아라비아는 PIF의 주도하에 석유 의존 경제를 다각화하기 위한 수조 달러 규모의 계획인 비전 2030 이니셔티브를 발표했다. 미국-사우디 관계의 주요 전환점은 도널드 트럼프 대통령의 2017년 첫 해외 순방 때 리야드를 방문하여 국방, 에너지, 기술 분야에서 수천억 달러 규모의 협정을 체결하면서 이루어졌다. 이 방문은 AI 및 기술 인프라와 같은 분야에서 미국-사우디 협력의 기반을 다졌다. 그 후 몇 년 동안 사우디아라비아는 엔비디아, AMD, 시스코와 같은 미국 기업들과 주요 파트너십을 맺고 반도체, 클라우드 컴퓨팅, AI 연구에 수십억 달러를 투자했다. 사우디아라비아 지원 스타트업 휴메인도 여러 미국 기업과 파트너십을 맺어 2030년까지 인공지능 분야의 글로벌 리더가 되려는 왕국의 노력을 더욱 강화했다.

### 아랍에미리트
아랍에미리트는 인프라 투자와 파트너십을 통해 인공지능 및 기술 분야에서 역할을 확대하고 있다. 주요 이니셔티브 중 하나는 AI 개발에 중점을 둔 아랍에미리트 지원 기술 그룹인 MGX이다. 2025년 미국 도널드 트럼프 대통령은 아랍에미리트를 방문하여 에미리트 관리 및 기업 리더들을 만났다. 이 방문에는 오라클, 엔비디아, 시스코와 같은 미국 기업과의 잠재적 협력을 포함한 기술 및 경제 협력 논의가 포함되었다. 이러한 논의는 데이터 센터, AI 하드웨어 및 첨단 컴퓨팅과 같은 분야에 중점을 두었으며, 국제 파트너십을 통해 기술 역량을 강화하려는 아랍에미리트의 지속적인 노력을 반영한다. 엔비디아, 오픈AI, 시스코는 아랍에미리트에 세계 최대 데이터 센터 중 하나를 구축하기 위해 협력할 계획을 발표했다. 이 프로젝트는 글로벌 기술 및 AI 허브가 되려는 아랍에미리트의 광범위한 전략의 일부이다. 이 데이터 센터는 첨단 클라우드 컴퓨팅, AI 모델 훈련 및 데이터 저장 기능을 지원할 것이다.

### 유럽 연합
유럽 의회는 인간이 치명적 자율 무기에 대한 감독 및 의사 결정 권한을 가져야 한다는 입장을 고수한다. 그러나 자율 무기 사용에 대한 입장을 결정하는 것은 각 유럽 연합 회원국에 달려 있으며, 회원국들의 다양한 입장은 아마도 유럽 연합이 자율 무기를 개발하는 데 가장 큰 장애물일 것이다. 프랑스, 독일, 이탈리아, 스웨덴과 같은 일부 회원국은 치명적 자율 무기를 개발하고 있다. 일부 회원국은 자율 군사 무기 사용에 대해 아직 결정하지 않았으며, 오스트리아는 그러한 무기 사용을 금지할 것을 촉구하기도 했다.
일부 EU 회원국은 자동화된 무기를 개발했으며 개발 중이다. 독일은 1밀리초 미만에 위협에 완전히 자율적으로 대응할 수 있는 능동방어체계를 개발했다. 이탈리아는 미래 군사 계획에 자율 무기 시스템을 통합할 계획이다.

## 국제 규제 제안
자율 무기에 대한 국제 규제는 국제법의 새로운 이슈이다. AI 군비 통제는 효과적인 기술 사양에 구현된 새로운 국제 규범의 제도화와 전문가 커뮤니티에 의한 적극적인 모니터링 및 비공식 외교, 그리고 법적 및 정치적 검증 절차를 필요로 할 것이다. 일찍이 2007년에 AI 교수 노엘 샤키와 같은 학자들은 "첨단 기술 국가들 사이에서 자율 잠수함, 전투기, 전함, 탱크를 개발하기 위한 새로운 군비 경쟁이 나타나고 있다. 이들은 자체 목표를 찾아 의미 있는 인간의 개입 없이 폭력적인 힘을 사용할 수 있다"고 경고했다.
옥스퍼드 대학교의 마일즈 브런데이지는 AI 군비 경쟁이 외교를 통해 어느 정도 완화될 수 있다고 주장했다. "우리는 다양한 역사적 군비 경쟁에서 협력과 대화가 성과를 거둘 수 있음을 보았다"고 말했다. 2017년 100명 이상의 전문가들이 유엔에 치명적 자율 무기 문제를 해결할 것을 촉구하는 공개 서한에 서명했다. 그러나 2017년 11월 유엔 재래식무기 금지협약(CCW) 회의에서 외교관들은 그러한 무기를 정의하는 방식조차 합의하지 못했다. 인도 대사이자 CCW 의장은 규칙에 대한 합의가 여전히 요원하다고 말했다. 2019년 현재, 26명의 국가 원수와 21명의 노벨 평화상 수상자가 자율 무기 금지를 지지하고 있다. 그러나 2022년 현재 대부분의 주요 강대국은 자율 무기 금지에 계속 반대하고 있다.
많은 전문가들은 킬러 로봇을 완전히 금지하려는 시도는 실패할 가능성이 높다고 믿는데, 부분적으로는 조약 위반을 감지하는 것이 극도로 어렵기 때문이다. 2017년 하버드 벨퍼 센터의 보고서는 AI가 핵무기만큼이나 변혁적일 잠재력이 있다고 예측했다. 이 보고서는 또한 "AI의 군사적 사용 확대는 불가능할 가능성이 높으며", "핵무기고에 AI 데드맨 스위치 부착 금지와 같은 안전하고 효과적인 기술 관리라는 보다 겸손한 목표를 추구해야 한다"고 주장한다.

## 자율 무기에 대한 기타 반응
퓨처 오브 라이프 연구소가 2015년에 발표한 치명적 자율 무기 시스템 금지를 촉구하는 공개 서한에는 물리학자 스티븐 호킹, 테슬라 거물 일론 머스크, 애플의 스티브 워즈니악 및 트위터 공동 창립자 잭 도시를 포함한 26,000명 이상의 시민과 스튜어트 J. 러셀, 바트 셀먼, 프란체스카 로시를 포함한 4,600명 이상의 인공지능 연구자들이 서명했다. 퓨처 오브 라이프 연구소는 또한 자율 무기의 위협을 묘사하고 금지를 촉진하는 두 편의 가상 영화인 살상로봇 (2017)과 살상로봇 - 인간이라면: 죽여라() (2021)를 공개했는데, 이 두 영화는 모두 입소문을 탔다.
셰필드 대학교의 노엘 샤키 교수는 자율 무기가 이슬람 국가와 같은 테러 단체의 손에 필연적으로 넘어갈 것이라고 주장한다.

## 연관성 없음
많은 서구 기술 기업들은 중국 시장 접근성을 잃을 것을 우려하여 미국 군대와의 긴밀한 관계를 피한다. 또한 딥마인드 CEO 데미스 허사비스와 같은 일부 연구자들은 군사 작업에 기여하는 것에 이념적으로 반대한다.
예를 들어, 2018년 6월, 구글의 회사 소식통에 따르면 다이앤 그린 최고 경영자가 직원들에게 2019년 3월 현재 계약이 만료된 후에는 회사에서 프로젝트 메이븐을 더 이상 진행하지 않을 것이라고 말했다.

## 순위
|      |                   |      | 구현 | 구현   | 구현      | 혁신 | 혁신 | 투자      | 투자 |      |      |
| 순위 | 국가              | 종합 | 인재 | 인프라 | 운영 환경 | 연구 | 개발 | 정부 전략 | 상업 | 규모 | 강도 |
| ---- | ----------------- | ---- | ---- | ------ | --------- | ---- | ---- | --------- | ---- | ---- | ---- |
| 1    | 미국              | 100  | 100  | 100    | 96        | 100  | 100  | 83        | 100  | 100  | 73   |
| 2    | 중국              | 54   | 26   | 66     | 70        | 54   | 69   | 66        | 48   | 57   | 33   |
| 3    | 싱가포르          | 32   | 30   | 50     | 55        | 25   | 21   | 59        | 27   | 16   | 100  |
| 4    | 영국              | 30   | 32   | 27     | 90        | 23   | 12   | 65        | 25   | 24   | 49   |
| 5    | 프랑스            | 28   | 25   | 31     | 70        | 18   | 31   | 59        | 19   | 23   | 47   |
| 6    | 대한민국          | 27   | 20   | 42     | 64        | 11   | 37   | 69        | 14   | 22   | 46   |
| 7    | 독일              | 27   | 35   | 32     | 83        | 16   | 14   | 59        | 17   | 23   | 39   |
| 8    | 캐나다            | 26   | 26   | 27     | 75        | 15   | 14   | 70        | 23   | 20   | 49   |
| 9    | 이스라엘          | 26   | 27   | 25     | 47        | 17   | 19   | 35        | 29   | 14   | 74   |
| 10   | 인도              | 24   | 42   | 15     | 90        | 10   | 13   | 55        | 14   | 24   | 19   |
| 11   | 일본              | 20   | 15   | 46     | 54        | 8    | 13   | 54        | 13   | 19   | 24   |
| 12   | 스위스            | 20   | 30   | 34     | 50        | 18   | 11   | 18        | 12   | 10   | 63   |
| 13   | 네덜란드          | 20   | 23   | 40     | 67        | 10   | 11   | 43        | 10   | 14   | 43   |
| 14   | 사우디 아라비아   | 20   | 4    | 23     | 59        | 3    | 7    | 100       | 21   | 18   | 30   |
| 15   | 핀란드            | 19   | 17   | 33     | 81        | 9    | 13   | 39        | 13   | 12   | 51   |
| 16   | 홍콩              | 19   | 16   | 36     | 61        | 15   | 11   | 21        | 15   | 11   | 49   |
| 17   | 오스트레일리아    | 18   | 17   | 22     | 77        | 14   | 16   | 29        | 11   | 14   | 38   |
| 18   | 스페인            | 18   | 17   | 26     | 74        | 6    | 10   | 66        | 7    | 15   | 29   |
| 19   | 룩셈부르크        | 17   | 21   | 35     | 69        | 9    | 7    | 35        | 8    | 9    | 53   |
| 20   | 아랍에미리트      | 17   | 6    | 29     | 57        | 11   | 14   | 41        | 13   | 11   | 42   |
| 21   | 중화민국          | 16   | 11   | 48     | 42        | 5    | 13   | 47        | 5    | 13   | 28   |
| 22   | 덴마크            | 16   | 17   | 25     | 75        | 7    | 5    | 44        | 9    | 11   | 37   |
| 23   | 아일랜드          | 16   | 13   | 26     | 69        | 5    | 14   | 31        | 12   | 10   | 39   |
| 24   | 이탈리아          | 16   | 16   | 23     | 100       | 7    | 2    | 53        | 5    | 13   | 24   |
| 25   | 스웨덴            | 16   | 17   | 26     | 88        | 8    | 5    | 23        | 12   | 10   | 39   |
| 26   | 노르웨이          | 16   | 14   | 25     | 84        | 7    | 2    | 41        | 11   | 10   | 37   |
| 27   | 벨기에            | 14   | 16   | 20     | 66        | 6    | 6    | 27        | 9    | 10   | 29   |
| 28   | 오스트리아        | 13   | 15   | 22     | 61        | 9    | 3    | 33        | 6    | 9    | 31   |
| 29   | 포르투갈          | 13   | 10   | 22     | 84        | 4    | 8    | 24        | 7    | 9    | 26   |
| 30   | 브라질            | 12   | 12   | 22     | 67        | 3    | 5    | 36        | 7    | 11   | 16   |
| 31   | 러시아            | 12   | 4    | 20     | 67        | 3    | 11   | 41        | 5    | 11   | 15   |
| 32   | 에스토니아        | 12   | 9    | 19     | 59        | 4    | 0    | 29        | 13   | 6    | 39   |
| 33   | 몰타              | 12   | 6    | 21     | 68        | 3    | 9    | 35        | 6    | 8    | 29   |
| 34   | 터키              | 11   | 8    | 16     | 79        | 3    | 4    | 48        | 2    | 10   | 16   |
| 35   | 체코              | 11   | 10   | 19     | 47        | 4    | 3    | 45        | 4    | 8    | 23   |
| 36   | 폴란드            | 11   | 11   | 23     | 64        | 3    | 4    | 31        | 4    | 9    | 19   |
| 37   | 슬로베니아        | 11   | 8    | 22     | 76        | 5    | 0    | 28        | 5    | 7    | 26   |
| 38   | 칠레              | 11   | 5    | 25     | 65        | 1    | 1    | 41        | 6    | 9    | 17   |
| 39   | 말레이시아        | 10   | 4    | 29     | 68        | 3    | 2    | 24        | 4    | 8    | 16   |
| 40   | 아이슬란드        | 10   | 8    | 36     | 51        | 4    | 0    | 2         | 8    | 5    | 30   |
| 41   | 헝가리            | 10   | 7    | 23     | 57        | 2    | 3    | 26        | 5    | 8    | 18   |
| 42   | 그리스            | 9    | 10   | 20     | 27        | 5    | 3    | 17        | 7    | 6    | 21   |
| 43   | 타이              | 9    | 3    | 25     | 48        | 1    | 0    | 45        | 2    | 8    | 12   |
| 44   | 크로아티아        | 9    | 6    | 16     | 50        | 2    | 0    | 2         | 16   | 7    | 19   |
| 45   | 멕시코            | 9    | 7    | 18     | 70        | 1    | 3    | 28        | 3    | 8    | 12   |
| 46   | 리투아니아        | 9    | 6    | 19     | 58        | 2    | 0    | 34        | 3    | 7    | 18   |
| 47   | 아르헨티나        | 9    | 7    | 18     | 77        | 1    | 3    | 28        | 2    | 8    | 12   |
| 48   | 뉴질랜드          | 9    | 10   | 23     | 55        | 4    | 4    | 7         | 4    | 6    | 21   |
| 49   | 인도네시아        | 9    | 8    | 14     | 55        | 7    | 0    | 19        | 4    | 8    | 11   |
| 50   | 루마니아          | 8    | 5    | 22     | 66        | 1    | 7    | 18        | 1    | 7    | 12   |
| 51   | 콜롬비아          | 8    | 5    | 19     | 54        | 0    | 1    | 40        | 1    | 7    | 12   |
| 52   | 이집트            | 8    | 5    | 16     | 72        | 2    | 0    | 31        | 2    | 7    | 11   |
| 53   | 불가리아          | 8    | 6    | 18     | 50        | 2    | 0    | 35        | 1    | 7    | 15   |
| 54   | 카타르            | 8    | 4    | 23     | 36        | 3    | 0    | 38        | 0    | 6    | 16   |
| 55   | 우크라이나        | 8    | 5    | 17     | 62        | 1    | 1    | 30        | 2    | 7    | 12   |
| 56   | 우루과이          | 8    | 5    | 21     | 65        | 0    | 0    | 26        | 2    | 6    | 13   |
| 57   | 세르비아          | 7    | 7    | 17     | 36        | 2    | 0    | 34        | 1    | 6    | 14   |
| 58   | 베트남            | 7    | 6    | 22     | 44        | 1    | 0    | 23        | 2    | 6    | 10   |
| 59   | 모리셔스          | 7    | 1    | 15     | 36        | 1    | 0    | 24        | 8    | 5    | 13   |
| 60   | 이란              | 7    | 3    | 14     | 32        | 3    | 2    | 30        | 0    | 6    | 9    |
| 61   | 페루              | 7    | 4    | 18     | 64        | 0    | 0    | 21        | 1    | 6    | 9    |
| 62   | 바레인            | 7    | 2    | 19     | 49        | 2    | 0    | 6         | 7    | 5    | 12   |
| 63   | 요르단            | 7    | 2    | 20     | 36        | 3    | 3    | 21        | 1    | 5    | 11   |
| 64   | 오만              | 6    | 1    | 18     | 36        | 1    | 0    | 36        | 0    | 6    | 10   |
| 65   | 아르메니아        | 6    | 8    | 16     | 49        | 0    | 1    | 2         | 6    | 5    | 14   |
| 66   | 슬로바키아        | 6    | 7    | 18     | 58        | 2    | 0    | 0         | 4    | 5    | 13   |
| 67   | 필리핀            | 6    | 1    | 16     | 79        | 0    | 0    | 12        | 1    | 5    | 8    |
| 68   | 르완다            | 6    | 2    | 2      | 68        | 0    | 0    | 29        | 2    | 5    | 9    |
| 69   | 남아프리카 공화국 | 5    | 2    | 12     | 49        | 1    | 3    | 2         | 6    | 5    | 8    |
| 70   | 라트비아          | 5    | 5    | 19     | 50        | 2    | 0    | 5         | 1    | 4    | 12   |
| 71   | 튀니지            | 5    | 4    | 14     | 36        | 2    | 0    | 15        | 2    | 4    | 10   |
| 72   | 가나              | 5    | 1    | 11     | 36        | 0    | 0    | 24        | 3    | 4    | 8    |
| 73   | 나이지리아        | 5    | 1    | 5      | 58        | 1    | 0    | 25        | 1    | 5    | 7    |
| 74   | 베냉              | 5    | 0    | 3      | 45        | 0    | 0    | 36        | 1    | 5    | 7    |
| 75   | 방글라데시        | 5    | 2    | 12     | 44        | 1    | 0    | 22        | 0    | 5    | 6    |
| 76   | 파키스탄          | 5    | 4    | 8      | 44        | 1    | 0    | 19        | 1    | 5    | 6    |
| 77   | 이라크            | 4    | 1    | 15     | 37        | 1    | 0    | 15        | 1    | 4    | 6    |
| 78   | 아제르바이잔      | 4    | 3    | 16     | 55        | 0    | 0    | 6         | 0    | 4    | 6    |
| 79   | 모로코            | 4    | 3    | 16     | 49        | 1    | 1    | 3         | 0    | 4    | 7    |
| 80   | 알제리            | 4    | 2    | 14     | 40        | 1    | 0    | 10        | 0    | 4    | 6    |
| 81   | 케냐              | 4    | 1    | 5      | 68        | 0    | 0    | 2         | 3    | 3    | 6    |
| 82   | 스리랑카          | 4    | 4    | 11     | 45        | 0    | 0    | 3         | 2    | 3    | 7    |
| 83   | 에티오피아        | 2    | 1    | 1      | 36        | 0    | 0    | 2         | 1    | 2    | 2    |

## 같이 보기
- AI 정렬
- AI 슬롭
- 인공지능 감지 소프트웨어
- 냉전
- 억지이론
- 인공지능의 윤리
- 인공 일반 지능의 실존적 위험
- 핵 군비 경쟁
- 탈냉전 시대
- 제2차 냉전
- 우주 경쟁
- UCAV
- 약한 AI

## 더 읽어보기
- Paul Scharre, "Killer Apps: The Real Dangers of an AI Arms Race", 포린 어페어스, vol. 98, no. 3 (2019년 5/6월), pp. 135–44. "오늘날의 AI 기술은 강력하지만 신뢰할 수 없다. 규칙 기반 시스템은 프로그래머가 예상하지 못한 상황에 대처할 수 없다. 학습 시스템은 훈련된 데이터에 의해 제한된다. AI 실패는 이미 비극으로 이어졌다. 자동차의 고급 오토파일럿 기능은 일부 상황에서 잘 작동하지만, 경고 없이 트럭, 콘크리트 장벽, 주차된 차량에 자동차를 돌진시킨 적이 있다. 잘못된 상황에서 AI 시스템은 초지능에서 초미련으로 순식간에 변한다. 적이 AI 시스템을 조작하고 해킹하려 할 때, 위험은 훨씬 더 크다." (p. 140.)
- Miller, Chris (2022). 칩 워: 세계에서 가장 중요한 기술을 위한 싸움. New York: Scribner. ISBN 978-1-9821-7200-8.
- The National Security Commission on Artificial Intelligence. (2019). 잠정 보고서. Washington, DC: Author.
- Dresp-Langley, Birgitta (2023). 《인공지능의 무기화: 대중이 알아야 할 것》. 《프론티어 인공지능》 6. doi:10.3389/frai.2023.1154184. PMC 10030838 |pmc= 값 확인 필요 (도움말). PMID 36967833.